# Thiescourt
Thiescourt település Franciaországban, Oise megyében. Lakosainak száma 749 fő (2022. január 1.). Thiescourt Cannectancourt, Cuy, Dives, Élincourt-Sainte-Marguerite, Évricourt, Mareuil-la-Motte és Plessis-de-Roye községekkel határos.

## Népesség
A település népessége az elmúlt években az alábbi módon változott:
| Lakosok száma | 758  | 754  | 767  | 754  | 755  | 757  | 754  | 752  | 749  |
|               | 2013 | 2015 | 2016 | 2017 | 2018 | 2019 | 2020 | 2021 | 2022 |